# 30. мај
30. мај (30.5.) је 150. дан године по грегоријанском календару (151. у преступној години). До краја године има још 215 дана.

## Догађаји
- 1431 — У Руану спаљена на ломачи француска национална хероина Јованка Орлеанка, пошто је по налогу Енглеза пред црквеним судом оптужена да је јеретик и вештица. Рехабилитована је на ревизији процеса 1456, а одлуком папе Бенедикта XV 1920. проглашена је за светицу.
- 1498 — Кристифор Колумбо испловио са шест бродова из шпанске луке Санлукар де Барамеда на треће путовање у Нови свет, током којег је открио Тринидад и обале Јужне Америке.
- 1536 — Енглески краљ Хенри VIII венчао се с трећом женом, Џејн Симор, 11 дана после погубљена његове друге жене Ане Болен.
- 1848 — САД и Мексико ратификовали споразум потписан у фебруару 1848. након пораза Мексиканаца у америчко-мексичком рату. За накнаду од 15 милиона долара, у састав САД ушле су мексичке територије Нови Мексико, Калифорнија, делови Неваде, Јуте, Аризоне и Колорада.
- 1876 — Збачен османски султан Абдул Азис, а на престо је ступио његов нећак султан Мурат V, који је свргнут неколико месеци касније и стављен у доживотни притвор у једну цариградску палату.
- 1913 — Лондонским миром је окончан Први балкански рат.
- 1942 — Британско ратно ваздухопловство је са 1.047 авиона бомбардовало немачки град Келн у Другом светском рату.
- 1956 — Југословенска државно-партијска делегација с Јосипом Брозом Титом на челу допутовала је у СССР, у прву посету након смрти Стаљина и раскида с Москвом 1948.
- 1973 — Западна Немачка и Чехословачка постигле су договор о нормализацији односа, након 32-годишњег прекида.
- 1976 — Први воз кренуо пругом Београд-Бар. Први путник је био Јосип Броз Тито у свом „плавом возу“.
- 1980 — Папа Јован Павле II стигао је у Париз, у прву посету једног папе Француској од 1814.
- 1992 —
  - Савет безбедности УН усвојио резолуцију 757 којом су СР Југославији, због умешаности у рат у Босни, уведене санкције које подразумевају потпуну економску блокаду и прекид свих научних, културних и спортских веза са светом.
  - У Београду испред Југословенског драмског позоришта неколико стотина драмских уметника једносатним ћутањем изразило је протест против рата на тлу бивше Југославије и саосећање са свим жртвама.
- 1995 — Русија формализовала односе с НАТО-ом, али је поновила упозорење да би ширење западног војног савеза на исток Европе могло да подели континент.
- 1998 — У северној авганистанској провинцији Тахар у земљотресу је погинуло најмање 3.000 људи.
- 1999 —
  - У ваздушним ударима НАТО-а на СР Југославију погођен је санаторијум у Сурдулици. Погинуло је 20 људи, у Варварину је погођен мост. Погинуло је 10 људи.
  - Најмање 54 особе погинуле су у Минску, у јурњави неколико хиљада младих, који су након завршетка концерта рок музике јурнули у улаз станице подземне железнице да се склоне од изненадне провале облака.
- 2000 — Војна команда на Фиџију прогласила је ванредно стање да би окончала кризу коју су изазвали побуњеници држећи премијера и групу владиних службеника као таоце.
- 2001 — На последњем суђењу у Немачкој за злочине почињене у Другом светском рату, бивши официр СС-а и надзорник у концентрационом логоу Терезијенштат, 89-годишњи Антон Малот осуђен је на доживотни затвор, због убиства тројице и покушаја убиства четвртог затвореника јеврејске националности на свиреп начин.
- 2003 — Савет безбедности УН одобрио је слање мировних трупа у североисточну провинцију Итури у Конгу, ради успостављања мира и сигурности у региону, који је нарушен насиљем између етничких милиција. ЕУ је, такође, одобрила одлазак око 1.400 својих трупа у ту земљу.

## Рођења
- 1814 — Михаил Бакуњин, руски револуционар анархиста. († 1876)[1]
- 1846 — Карл Фаберже, руски јувелир, најпознатији по ускршњим Фабержеовим јајима. († 1920)[2]
- 1876 — Владимир Назор, хрватски и југословенски књижевник и политичар, 1. председник НР Хрватске. († 1949)[3]
- 1908 — Ханес Алвен, шведски физичар, добитник Нобелове награде за физику (1970). († 1995)[4]
- 1909 — Бени Гудман, амерички џез музичар (кларинетиста). († 1986)[5]
- 1912 — Хју Грифит, велшки глумац. († 1980)[6]
- 1930 — Живорад Ковачевић, српски политичар, дипломата и писац, градоначелник Београда (1974—1982). († 2011)
- 1932 — Звонимир Балог, хрватски дечји књижевник. (прем. 2014)[7]
- 1934 — Алкетас Панагулијас, грчки фудбалер и фудбалски тренер. († 2012)[8]
- 1946 — Драган Џајић, српски фудбалер.[9]
- 1951 —  Стивен Тоболовски, амерички глумац.[10]
- 1951 — Здравко Чолић, српски певач.[11]
- 1953 — Колм Мини, ирски глумац.[12]
- 1954 — Синиша Ковачевић, српски драматург, сценариста и политичар.[13]
- 1958 — Мари Фредриксон, шведска музичарка, најпознатија као чланица дуа Roxette. († 2019)[14]
- 1959 — Блаж Слишковић, босанскохерцеговачки фудбалер и фудбалски тренер.[15]
- 1964 — Том Морело, амерички музичар и глумац, најпознатији као члан група Rage Against the Machine и Audioslave.[16]
- 1964 — Марк Шепард, британски глумац и музичар.[17]
- 1967 — Александар Трифуновић, српски кошаркаш и кошаркашки тренер.[18]
- 1971 — Идина Мензел, америчка глумица и музичарка.[19]
- 1971 — Данкан Џоунс, енглески редитељ, сценариста и продуцент.[20]
- 1974 — Си Ло Грин, амерички музичар, музички продуцент и глумац.[21]
- 1974 — Биг Ел, амерички хип хоп музичар. († 1999)[22]
- 1974 — Константинос Халкијас, грчки фудбалски голман.[23]
- 1976 — Радослав Нестеровић, словеначки кошаркаш.[24]
- 1976 — Магнус Норман, шведски тенисер.[25]
- 1977 — Сабина Вајрача, босанскохерцеговачко-америчка редитељка, сценаристкиња и продуценткиња.[26]
- 1980 — Стивен Џерард, енглески фудбалер и фудбалски тренер.[27]
- 1981 — Девендра Банхарт, венецуеланско-амерички музичар и визуелни уметник.[28]
- 1986 — Владимир Драгичевић, црногорски кошаркаш.[29]
- 1986 — Марко Симоновић, српски кошаркаш.[30]
- 1992 — Џереми Лемб, амерички кошаркаш.[31]
- 1994 — Зак Ледеј, амерички кошаркаш.[32]
- 1996 — Кристијан Гарин, чилеански тенисер.[33]
- 1996 — Александар Головин, руски фудбалер.[34]
- 1999 — Џоу Гуанју, кинески аутомобилиста.[35]

## Смрти
- 1431 — Јованка Орлеанка, француска национална хероина. (* 1412)[36]
- 1593 — Кристофер Марлоу, драмски писац енглеске ренесансе. (* 1564)[37]
- 1640 — Петер Паул Рубенс, фламански барокни сликар. (* 1577)[38]
- 1744 — Александар Поуп, енглески песник и сатиричар. (* 1688)[39]
- 1778 — Волтер, француски филозоф, писац и историчар. (* 1694)[40]
- 1912 — Вилбур Рајт, амерички пилот и конструктор авиона, пионир авијације. (* 1867)[41]
- 1918 — Георгиј Валентинович Плеханов, руски филозоф. (* 1856)[42]
- 1960 — Борис Леонидович Пастернак, руски писац, нобеловац. (* 1960)[43]
- 1961 — Рафаел Трухиљо, доминикански диктатор. (* 1891)[44]
- 1994 — Павле Савић, српски нуклеарни физичар и хемичар, професор Београдског универзитета. (* 1909)[45]

## Празници и дани сећања
- Српска православна црква слави:
  - Светог апостола Андроника
  - Светог мученика Солохона
  - Светог Стефана - патријарха цариградског